# 잔물결CD
《잔물결CD》(さざなみCD 사자나미CD[*])는 일본의 록 밴드 스피츠의 12번째 정규 음반이다. 지난 정규 음반인 《스베니아》으로부터 2년 9개월 만에 발매됐다. 4번째 곡인 〈Na De Na De 보이〉의 가사엔 한국어 '알았어'가 등장한다.

## 수록곡
1. 나의 기타 (僕のギター 보쿠노 기타[*])
2. 복숭아 (桃 모모[*])
3. 군청 (群靑 군조[*])
4. Na De Na De 보이 (Na・de・Na・de ボーイ)
5. Looking For (ルキンフォー)
6. 불가사의 (不思議 후시기[*])
7. 점과 점 (点と点 덴토텐[*])
8. P
9. 마법의 단어 (魔法のコトバ 마호노 고토바[*])
영화 《허니와 클로버》주제곡이다.
10. 날치 (トビウオ 도비우라[*])
11. 쥐들의 진화 (ネズミの進化 네즈미노 신카[*])
12. 잔물결 (漣 사자나미[*])
13. 사막의 꽃 (砂漠の花 사바쿠노 하나[*])